# Ubuntu Software Center
Das Ubuntu Software Center (kurz auch nur Software Center) ist ein vorinstallierter App Store für das Linux-Betriebssystem Ubuntu und einiger deren Derivate. In einigen Derivaten wird aber auch eine eigene Variante ausgeliefert (z. B. auf Lubuntu das Lubuntu Software Center und auf Kubuntu die Muon-Programmverwaltung). Auf Ubuntu Touch übernimmt die Funktion der Ubuntu Store.
Es wird als Freie Software unter der GNU Lesser General Public License veröffentlicht. Am 16. April 2016 wurde die Entwicklung eingestellt und der App Store als GNOME Software (unter Ubuntu auch Ubunu Software) fortgeführt.

## Funktionen
Das Programm wird zu dem Herunterladen, Installieren und Verwalten von Software-Repositories und Paketen verwendet und erspart damit eine Installation über die Kommandozeile oder die Paketverwaltung Synaptic. Neben freier Software kann auch kommerzielle Software mit einem Ubuntu One erworben werden oder Spiele installiert werden. Unterstützt werden unter anderem Debian-Pakete und RPM-Pakete. Allerdings fehlen auch einige Anwendungen, besonders für die Kommandozeile, sowie Funktionen der anderen Paketverwaltungen. Stattdessen wird versucht die Benutzerfreundlichkeit von anderen App Stores abzubilden, um den Installationsprozess für Laien zu vereinfachen.

## Entwicklung
Die Software wurde in Python mit PyGTK/PyGObject aus der GTK-Programmbibliothek entwickelt.
Die erste Version des Software Centers wurde am 29. Oktober 2009 in dem Ubuntu-Build Ubuntu 9.10 veröffentlicht und wird fortan auf vielen Ubuntu-Desktop-Betriebssystemen vorinstalliert ausgeliefert. Am 16. April 2016 mit dem Build 16.04 erschien das letzte Update für das Software Center. Kommerzielle Anwendungen wurden entfernt. Das alte Software Center funktioniert aber weiterhin. Mit Ubuntu 16.04 LTS wurde das Ubuntu Software Center durch GNOME Software als Teil von Gnome ersetzt. Auf Ubuntu heißt es nun Ubuntu Software und integriert die Funktion von Snappy mit Zugang zu Canonicals Snap Store.